# Hierochloe odorata
 (février 2011).
Si vous disposez d'ouvrages ou d'articles de référence ou si vous connaissez des sites web de qualité traitant du thème abordé ici, merci de compléter l'article en donnant les références utiles à sa vérifiabilité et en les liant à la section « Notes et références ».
Espèce
Classification APG III (2009)
Hierochloe odorata (ou Anthoxanthum nitens), aussi connue sous les noms de foin d'odeur, avoine odorante, hiérochloé odorant ou herbe aux bisons, est une plante herbacée vivace de la famille des Poacées, originaire de l'hémisphère Nord.
À partir de sa souche rhizomateuse, elle forme des touffes de 60 à 70 cm de hauteur. Elle doit son odeur agréable à la coumarine qu'elle contient. Elle est utilisée en aromathérapie et dans la production de boissons distillées (Żubrówka).

## Aire de distribution
Elle est originaire de l'hémisphère nord (Asie, Europe, Amérique du Nord). Il s'agit d'une herbe à but décoratif et gustatif, sans propriétés psychotropes. À l'état naturel, elle pousse notamment dans la forêt de Bialovèse, où subsistent à l'état sauvage les derniers bisons d'Europe.

## Utilisation
Le mot Hierochloe vient des racines grecques hieros, « sacré », et chloë, « herbe » : en effet, dans certaines régions d'Europe, la plante était répandue sur le perron des églises, notamment pour la fête des saints.
Cette herbe est protégée et son exploitation limitée. On la rencontre comme plante aromatique dans certaines vodkas, comme la Żubrówka. Elle est coupée à la période chaude et séchée avant d'être utilisée comme aromate. Contrairement à ce qu'affirme Żubrówka sur son site Internet, il semble que la consommation de cette herbe par les bisons est anecdotique, et qu'ils préfèrent d'autres plantes, notamment les orties, la glycérie aquatique (Glyceria maxima), la laîche des bois (Carex sylvatica) ou la laîche hérissée (Carex hirta).
On l'utilise également pour parfumer le linge de maison.

## Systématique
Une autre plante est appelée « herbe aux bisons ». Il s'agit de Bouteloua dactyloides (Nutt.) Engelm., espèce surtout présente en Amérique du Nord.
On confond souvent la hiérochloé odorante avec la flouve odorante, dont elle est une cousine.
La sous-espèce Hierochloe odorata odorata a pour synonyme Anthoxanthum nitens.

### Sous le nomHierochloe odorata
- (fr + en) ITIS : Hierochloe odorata (L.) Beauv.
- (en) Catalogue of Life : Hierochloe odorata (L.) Beauv.
- (fr) Tela Botanica (France métro) : Hierochloe odorata  subsp. odorata

### Sous le nomAnthoxanthum nitens
- (en) Flora of China : Anthoxanthum nitens
- (en) NCBI : Anthoxanthum nitens (taxons inclus)
- (en) GRIN : espèce Anthoxanthum nitens  (Weber) Schouten & Veldkamp